# (37357) 2001 TD196
2001 TD196 (asteroide 37357) é um asteroide da cintura principal. Possui uma excentricidade de 0.02354720 e uma inclinação de 22.10008º.
Este asteroide foi descoberto no dia 12 de outubro de 2001 por NEAT em Haleakala.